# Spilogona albinepennis
Spilogona albinepennis este o specie de muște din genul Spilogona, familia Muscidae, descrisă de Huckett în anul 1965.
Este endemică în Québec. Conform Catalogue of Life specia Spilogona albinepennis nu are subspecii cunoscute.